# Euro (plaats)
Euro is een spookdorp in de regio Goldfields-Esperance in West-Australië. Het ligt 967 kilometer ten noordoosten van Perth en 10 kilometer ten zuiden van Laverton.

## Geschiedenis
Ten tijde van de Europese kolonisatie leefden de Waljen Aborigines in de streek. Door de Maduwongga en Kalamaia Aborigines werden ze de Wonggai-jungara genoemd, de "agressieve mannen".
In 1895 vond Newman ongeveer 20 kilometer ten zuiden van Laverton goud. Het Londense bedrijf 'W.A. Goldfields Ltd,' groef er enkele mijnschachten en plaatste er een verwerkingsmachine. Het bedrijf vond er echter maar weinig goud, de verwerkingsmachine werd nooit gebruikt en de Londense investeerders verloren hun inbreng.
Een aantal goudzoekers groeven iets later een mijnschacht ten noorden van die van Newman en vonden wel goud. Enkele maanden later kwam G.W. Hall van 'Sons of Gwalia' het gebied onderzoeken. Hij was onder de indruk, nam er een optie en richtte het bedrijf 'Euro Gold Mines Ltd.' op.
In 1900 werd de locatie van het dorp ondanks tegenstand opgemeten. Euro werd in 1902 gesticht. Het werd vernoemd naar een nabijgelegen, door het bedrijf 'North Star Gold Mines Ltd' ontwikkelde, gelijknamige goudmijn. De goudmijn was vernoemd naar de wallaroe.
Tot 1903 draaide de goudmijn goed. Daarna begon de investeringen en opbrengst te verminderen en werden de activiteiten stilgelegd. In 1904 haalde een samenwerkingsverband van mijnwerkers nog een aantal keren goud boven. De daaropvolgende decennia vonden occasionele goudzoekers er nog wel eens goud.
Vanaf de jaren 1970 probeerden een aantal kleinere bedrijven in de buurt van de oorspronkelijke mijnschachten goud te produceren. Er ontstond een dagbouwmijn die Sterling heette maar in de volksmond Euro bleef genoemd worden. Er zijn nog restanten van de oorspronkelijke mijnactiviteiten zichtbaar.

## 21e eeuw
Euro maakt deel uit van het lokale bestuursgebied (LGA) Shire of Laverton.